# Oddech wymarłych światów
Oddech wymarłych światów – druga studyjna po 666 i jej anglojęzycznej wersji Metal and Hell płyta zespołu Kat, wydana w roku 1988.
W roku 2006 ukazała się reedycja albumu, która oprócz zremasterowanych utworów zawiera dodatkowe materiały video. Wznowienie zadebiutowało na 49. miejscu listy OLiS w Polsce.
Płyta była nagrywana na ośmiościeżkowym magnetofonie, przez co bębny zastępuje automat perkusyjny by zmieścić w ostatecznym miksie ścieżki wszystkich instrumentów i wokalu[niewiarygodne źródło?]. Autorem partii basowych na płycie był Tomasz Jaguś. Według Kostrzewskiego, album początkowo miał nosić tytuł "Cisza Wymarłych Światów" (co wg wokalisty miało mieć konotacje społeczne), ale tytuł zmieniła interwencja cenzorska PRL.
Wydawnictwo zajęło 5. miejsce w plebiscycie „najlepsza płyta w historii polskiego metalu” przeprowadzonym przez czasopismo Machina.

## Lista utworów
| Nr | Tytuł utworu                      | Muzyka i słowa                                               | Długość |
| -- | --------------------------------- | ------------------------------------------------------------ | ------- |
| 1. | „Porwany Obłędem”                 | Piotr Luczyk, Roman Kostrzewski                              | 4:23    |
| 2. | „Śpisz Jak Kamień”                | Ireneusz Loth, Piotr Luczyk, Roman Kostrzewski               | 5:11    |
| 3. | „Dziewczyna W Cierniowej Koronie” | Ireneusz Loth, Piotr Luczyk, Roman Kostrzewski, Tomasz Jaguś | 5:21    |
| 4. | „Diabelski Dom Cz. II”            | Ireneusz Loth, Piotr Luczyk, Roman Kostrzewski, Tomasz Jaguś | 5:00    |
| 5. | „Mag-sex”                         | Piotr Luczyk, Roman Kostrzewski                              | 6:15    |
| 6. | „Głos Z Ciemności”                | Ireneusz Loth, Piotr Luczyk, Roman Kostrzewski               | 5:35    |
| 7. | „Bramy Żądz”                      | Piotr Luczyk, Roman Kostrzewski                              | 6:42    |
|    |                                   |                                                              | 38:27   |

## Twórcy
- Roman Kostrzewski – wokal prowadzący
- Ireneusz Loth – perkusja
- Piotr Luczyk – gitara rytmiczna, gitara prowadząca
- Krzysztof Stasiak – gitara basowa
- Andrzej Puczyński - realizacja
- Jerzy Kurczak - okładka
- Dariusz Gospodarczyk, Wojciech Postek - asystenci realizatora
- Tomasz Dziubiński - produkcja, management